# Малый Таушкан
Малый Таушкан — деревня, входящая в муниципальное образование «Городской округ Сухой Лог» Свердловской области России.

## География
Деревня Малый Таушкан муниципального образования «Городского округа Сухой Лог» расположена в 30 километрах (по автотрассе в 35 километрах) к северо-северу-западу от города Сухой Лог, на юго-западном берегу озера Ирбитское. В окрестностях деревни расположена база отдыха «Золотая рыбка».

## История
В районе деревни Малый Таушкан расположены более 40 уже исследованных уральскими учеными археологических памятников, относящихся к различным эпохам: от неолита (6-4 тыс. до н.э) до раннего железного века (сер. 1 тыс. н.э). 
Стоянка на Андреевском острове среди болота около Малого Таушкана: керамики — 43 штуки; обломки грузил — 12; сломанный топор из камня — 1; поделки из камня, отщепы — 292; скребки — 8; ножевидные пластинки — 9. Ну и плюс кости животных. Все находки поступили в музей от Онисима Егоровича Клера, основателя Уральского общества любителей обществознания, они были найдены в 1891 году.
Из той же разведки поступили среди прочих находок ступка из камня, скребок и стрелы в количестве 10 штук, но с другой стоянки — «Под Берёзовым мысом». С этой же стоянки переданы стрелы из камня в количестве 22 штук и наконечник копья из камня.
В основном все находки передал О.Е. Клер, но точно известно, что к раскопкам был причастен и Д.Н. Мамин-Сибиряк. Тем более, что усадьба его деда была не очень далеко, в селе Покровском.
В огородах Малого Таушкана в том же году найдены 3 скребка, терочник и часть просверленной булавы.
На пашнях у выселка в 1885 году был найден бронзовый кинжал с рукояткой, отлитой отдельно, длиной 21,9 см. (эпоха поздней бронзы).
Опять же в 1891 году в урочище «Горелки» были найдены обломки шлифовальных плит и медная бляха с ушком на обратной стороне и бубном в центре диаметром 8 см. В том же году на стоянке «Журавлиный стан» были обнаружены 2 топора из зеленого камня: один клиновидный, второй — овальный. Топоры из зеленого камня были найдены и на Талицком берегу озера.
Это только самая интересная часть найденных вещей, а всяких каменных топоров, наконечников стрел, заготовок и грузил было найдено очень много, немало было найдено и керамики.
Отдельная часть исследований — это выкупленные у местного населения вещи: пест из камня длиной 15 см, медный наконечник от копья той же длины, обломок бронзового кинжала, кельт, медная бляха (ранний железный век). Датировка покупки опять же 1891 год, или немногим позже.
На полях на север от Малого Таушкана при прокладывании разведочной траншеи был найден обломок железного (!) ножа среди керамики и изделий из камня. Год тот же.
Ещё были найдены два штампа для нанесения ямкового орнамента на металл.
В тот же период был обнаружен разрушенный курган на северном берегу озера, в котором нашли две литые медные пряжки длиной в 10 сантиметров и шириной до 3 сантиметров с ушками для нашивки на одежду. На лицевой части — изображение стоящего на задних лапах рогатого медведя, фигура обведена орнаментированной рамкой.
В 1791 году Ирбитское озеро было взято «на оброк», то есть в аренду, поверенным заводовладельца Сергея Савича Яковлева, приказчиком Ирбитского завода Дмитрием Горшеневым для отлова рыбы. Возможно, цели сразу были несколько иными.
16 апреля 1792 года указом Пермской Казённой Палаты было разрешено прокопать канаву из Ирбитского озера до реки Шайтанки. 
Занятием местного населения было рыбная ловля. В годы Советской власти здесь был создан рыболовецкий колхоз «Восход солнца». В настоящее время Малый Таушкан — дачный поселок, хотя и рыбаки его не забывают.

## Население
| 2002 | 2010 |
| ---- | ---- |
| 23   | ↘22  |